# Unides per un assassí
Unides per un assassí (originalment en francès, Le sang des îles d'or) és una pel·lícula francesa de 2017, escrita i dirigida per Claude-Michel Rome. Es basa en la novel·la de Jean-Marie Schneider. La cinta va ser produïda per France Télévisions, RTBF i TV5 Monde. S'ha doblat al català.

## Sinopsi
La desaparició de la jove Julia Montero té massa punts en comú amb la desaparició i mort d'Élodie Leclère, que tres anys enrere va provocar la caiguda en desgràcia de la inspectora Sandra Pantakidis. El fet que qui ocupi el lloc de la inspectora sigui la seva filla Ariane, que està renyida amb la mare, acaba de complicar una situació en què sembla que algú manipula la investigació des de dins. La Sandra haurà de superar les diferències amb la seva filla per trobar un assassí que se li va escapar tres anys abans i que li va enviant bales per fer-li saber que la té en el punt de mira. Però l'assassí no es conformarà fent-li mal a ella.

## Repartiment
- Alexandra Vandernoot com a Sandra Pantakidis
- Isabelle Vitari com a Ariane Pantakidis
- Antoine Duléry com a Arthur Balestri
- Alexis Loret com a Emmanuel Goetz
- David Kammenos com a Yann Tesla
- Avy Marciano com a Frédéric Morand
- Gérard Dubouche com a Max Colonna
- Jean-Jérôme Esposito com a Gilles Serva
- Nicolas Dromard com a Philippe Leclère
- Bonnafet Tarbouriech com a Jean-Louis Marchando
- Nicolas Sartous com a Nicolas Florac
- Laurent Suire com a Divisionnaire Wurst
- Hayet Adrwich com a Samira Elbrouz
- Stéphanie Pareja com a Nadine Servier
- Aude Candela com a Maud